# William Webb (giudice)
Sir William Flood Webb (21 gennaio 1887 – 11 agosto 1972) è stato un avvocato australiano.
È stato il giudice capo del Queensland e un giudice dell'Alta Corte d'Australia. È stato nominato presidente del Tribunale militare internazionale per l'Estremo Oriente dal generale Douglas MacArthur, comunemente noto come processo di Tokyo, dopo la fine della seconda guerra mondiale.